# Parallelia amplissima
Parallelia amplissima là một loài bướm đêm trong họ Erebidae.